# Gladigau
Gladigau ist ein Ortsteil der kreisangehörigen Hansestadt Osterburg (Altmark) im Landkreis Stendal in Sachsen-Anhalt.

## Geographie

### Lage
Gladigau, ein Straßendorf mit Kirche, liegt an der Biese, zwölf Kilometer westlich von Osterburg und 27 Kilometer nordwestlich von Stendal. Das überwiegend flache Gebiet wird vom isoliert stehenden Gladigauer Mühlenberg (51 m ü. NN) um etwa 25 m überragt. Der Augraben bildet die westliche Begrenzung der Gemarkung Gladigau und gleichfalls die Grenze zum Altmarkkreis Salzwedel.

### Ortschaftsgliederung
Zur Ortschaft Gladigau gehören die Ortsteile Gladigau, Orpensdorf und Schmersau.

### Klima

Niederschlagsdiagramm

In Gladigau herrscht gemäßigtes Klima. Der durchschnittliche jährliche Niederschlag für Gladigau liegt bei 549 mm.
Trockenster Monat ist der Februar mit einer Niederschlagsmenge von 32 mm, wohingegen der meiste Niederschlag im Juni mit durchschnittlich 63 mm fällt.
Die Jahresdurchschnittstemperatur liegt bei 8,9 °C.
Der statistisch wärmste Monat ist der Juli mit durchschnittlichen 18 °C.
Der Monat Januar, als kältester Monat im Jahr, weist eine Durchschnittstemperatur von 0,1 °C auf.
|                        | Jan  | Feb  | Mär  | Apr  | Mai  | Jun  | Jul  | Aug  | Sep  | Okt  | Nov | Dez  |   |      |
| Mittl. Temperatur (°C) | 0,1  | 0,5  | 3,7  | 8    | 12,8 | 16,3 | 18   | 17,5 | 14,1 | 9,4  | 4,8 | 1,5  | ⌀ | 8,9  |
| Mittl. Tagesmax. (°C)  | 2,5  | 3,4  | 7,5  | 12,6 | 18   | 21,4 | 22,9 | 22,5 | 18,7 | 13,1 | 7,3 | 3,8  | ⌀ | 12,9 |
| Mittl. Tagesmin. (°C)  | −2,3 | −2,3 | −0,1 | 3,4  | 7,6  | 11,2 | 13,1 | 12,6 | 9,5  | 5,8  | 2,3 | −0,8 | ⌀ | 5    |
|                        |      |      |      |      |      |      |      |      |      |      |     |      |   |      |
| Niederschlag (mm)      | 40   | 32   | 37   | 41   | 51   | 63   | 58   | 59   | 43   | 38   | 43  | 44   | Σ | 549  |

| −2,3 |

| −2,3 |

| −0,1 |

| 3,4 |

| 7,6 |

| 11,2 |

| 13,1 |

| 12,6 |

| 9,5 |

| 5,8 |

| 2,3 |

| −0,8 |

| −2,3 |

| −2,3 |

| −0,1 |

| 3,4 |

| 7,6 |

| 11,2 |

| 13,1 |

| 12,6 |

| 9,5 |

| 5,8 |

| 2,3 |

| −0,8 |

## Geschichte

### Mittelalter bis Neuzeit
Der Ort Gladigau taucht 1238 erstmals als Gladegowe in einer Urkunde auf. Zu diesem Zeitpunkt war die romanische Feldsteinkirche im Dorf schon ca. 30 Jahre alt. Aufzeichnungen aus der Mitte des 18. Jahrhunderts zufolge war Gladigau einst von einer schützenden Dornenhecke umgeben.
In der Mitte des 19. Jahrhunderts wurde in Gladigau eine Kattun-Färberei betrieben, einige Jahrzehnte später gab es im Ort eine Molkerei, zwei Mühlen, eine Zementsteinfabrik und einen Anschluss an das Bahnnetz. An die längst stillgelegte Kleinbahn erinnert heute eine Traditionsinsel am ehemaligen Bahnhof.
Nach der Anfang des 20. Jahrhunderts erfolgten Melioration der Biese konnte die landwirtschaftliche Nutzfläche erweitert werden und die Hochwassergefahr nahm in der Region deutlich ab. Die Straßenbrücke über die Biese wurde 1913 errichtet.

### Burg Gladigau und Schlacht bei Gladigau

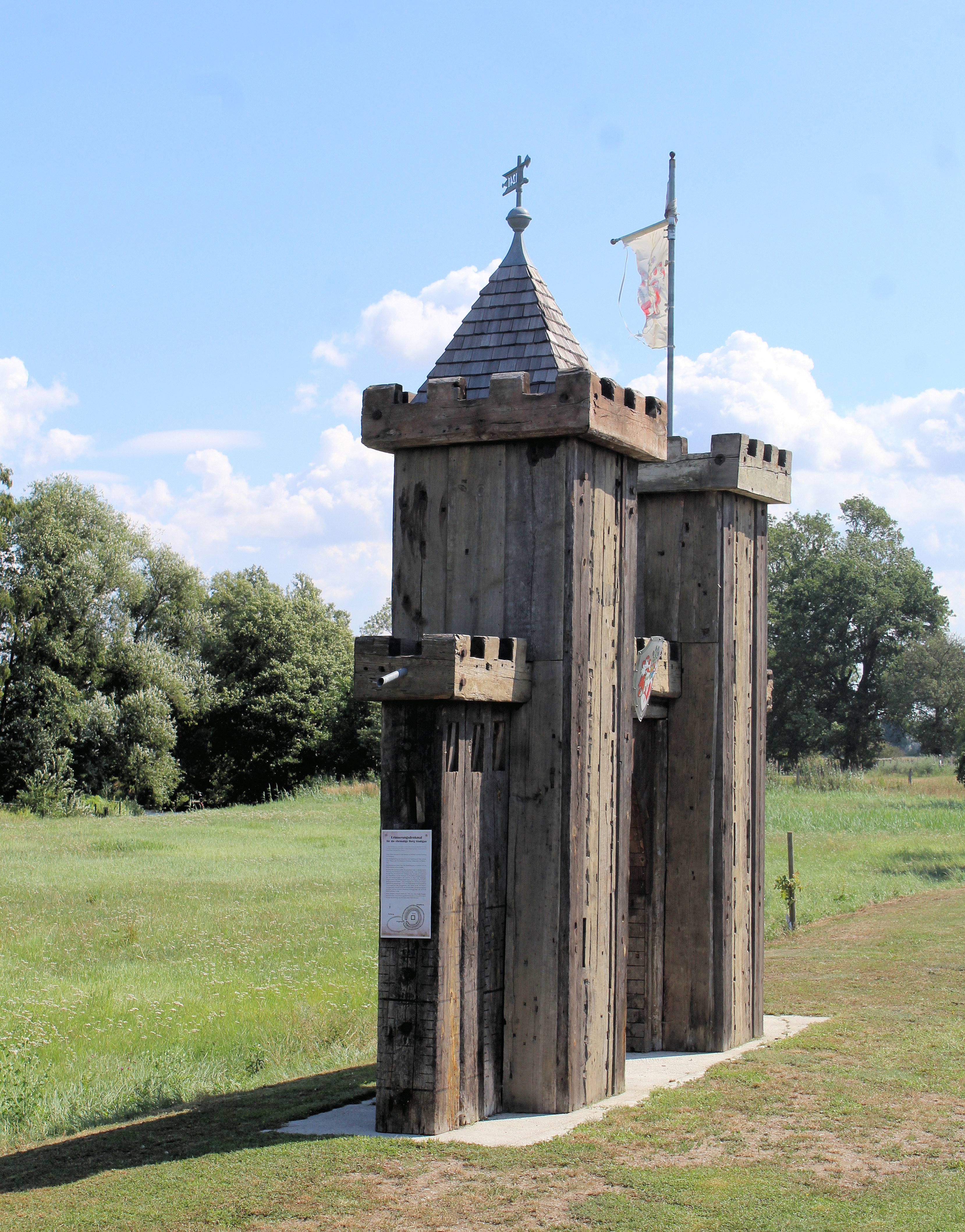
Modell der Burg Gladigau

Am Ende des 19. Jahrhunderts waren noch die Reste eines Walles und Grabens erkennbar, der ein Viereck umschloss, in dessen Mitte sich Anfang des 19. Jahrhunderts die Ruine eines viereckig steinernen Turms stand, im Volksmund „die Klus“ genannt. Wilhelm Zahn schrieb 1901: „nur 0,25 km südlich [von Gladigau], auf dem rechten Ufer der Biese, schon zur Feldmark des 1,5 km südöstlich liegenden Dorfes Schmersau gehörig, liegt »die alte Burgstelle« auf einem Wiesenterrain, dessen östliche Fortsetzung Reuterbucht genannt wird.“ Das ist heute kurz vor dem südlichen Ortseingang. Paul Grimm teilte 1958 mit, es seien keine sicheren Geländespuren der Burg erhalten.
Ziemlich abenteuerlich ist, was Christoph Entzelt im Jahre 1579 schreibt. Der Römer Drusus soll die Gegend erobert haben und im 11 Jahre vor Christi Geburt einen römischen Fürsten Clodius als Markgrafen eingesetzt haben. Er schreibt weiter „Castellum Clodij… da er seinen Sitz gehabt hat, ist Gladigaw, davon das holtz der Cley heist“.
Der Bretscher Pfarrer August Hofmeister meinte 1884, dass die Burg Gladigau schon zur Zeit von Otto I. eine Grenzburg gewesen sein könnte. Daraus wäre dann abzuleiten, dass die hölzerne Burg beim Slawenaufstand von 983 zerstört wurde und später als steinerne Burg wieder errichtet wurde. Die Bischöfe von Magdeburg und Halberstadt waren 1240 in die Altmark eingefallen. Im Zuge des Magdeburger Krieges wurden sie in der Schlacht an der Biese vom Markgrafen Johann von Brandenburg geschlagen, wie einige Chronisten aus dem Chronicon Marchiae Brandenburgensis (entstanden um 1280) entnahmen. In Pulkawas Böhmischer Chronik steht „anno videlicet MCCXL… qui Bisa…“. Andreas Angelus beschreibt die Stelle mit „eine meilweges uber Osterburg an der Bysa“. Christoph Entzelt schreibt: „bey dem schlos und dorff Gladigow uber osterburgk“. Bei dieser Schlacht bei Gladigau soll die steinerne Burg zerstört worden sein. Beckmann berichtete 1753 vom „nachlas eines Schlosses, so in verfallenem Mauerwerk besteht,… welches der Klus pfleget gennent zu werden“.
Beckmann berichtete über die Verleihung eines Zolls an der Biese an einen gewissen Bethmann im Jahre 1287 als „in Gladigow, in Rossow, Schlikstorpe, in antiqua civitate,… per aquam Bysen“. Im 19. Jahrhundert diskutierten einige Autoren, ob „antiqua civitate“ die Burg Gladigau gewesen wäre oder eine namentlich damals nicht mehr bekannte Stadt, wie Bambissen gewesen sein könnte.

### Eingemeindungen
Bis 1807 gehörte das Dorf zum Arendseeischen Kreis der Mark Brandenburg in der Altmark. Zwischen 1807 und 1813 lag es im Kanton Bretsch auf dem Territorium des napoleonischen Königreichs Westphalen. Ab 1816 gehörte die Gemeinde zum Kreis Osterburg, dem späteren Landkreis Osterburg.
Am 25. Juli 1952 wurde die Gemeinde Gladigau in den Kreis Osterburg umgegliedert. Die Gemeinde Schmersau wurde am 1. Februar 1974 aufgelöst und mit ihrem Ortsteil Orpensdorf in die Gemeinde Gladigau eingemeindet. Am 1. Juli 1994 kam Gladigau schließlich zu heutigen Landkreis Stendal.
Durch einen Gebietsänderungsvertrag haben die Gemeinderäte der Gemeinden Ballerstedt, Düsedau, Erxleben, Flessau, Gladigau, Königsmark, Krevese, Meseberg, Rossau, Walsleben und der Hansestadt Osterburg (Altmark) beschlossen, dass ihre Gemeinden aufgelöst und zu einer neuen Einheitsgemeinde mit dem Namen Hansestadt Osterburg (Altmark) vereinigt werden. Dieser Vertrag wurde vom Landkreis als unterer Kommunalaufsichtsbehörde genehmigt und trat am 1. Juli 2009 in Kraft.
Nach Umsetzung des Gebietsänderungsvertrags der bisher selbstständigen Gemeinde Gladigau wurden Gladigau, Orpensdorf und Schmersau Ortsteile der neuen Hansestadt Osterburg (Altmark). Für die eingeflossene Gemeinde wird die Ortschaftsverfassung nach den §§ 86 ff. der Gemeindeordnung Sachsen-Anhalt eingeführt. Die aufgenommene Gemeinde Gladigau und künftigen Ortsteile Gladigau, Orpensdorf und Schmersau wurde zur Ortschaft der neuen Hansestadt Osterburg (Altmark). In der eingeflossenen Gemeinde und nunmehrigen Ortschaft Gladigau wurde ein Ortschaftsrat mit vier Mitgliedern einschließlich Ortsbürgermeister gebildet.
Für die 777-Jahr-Feier des Dorfes im Jahre 2015 war eine Märchenburg aufgestellt worden. 2016 wurde nun eine stilisierte Burg aus massiven Balken als neues Wahrzeichen des Dorfes errichtet, finanziert von Sponsoren aus der Wirtschaft und Geld, das während der Jubiläumsfeierlichkeiten zusammengekommen war.

### Einwohnerentwicklung
| Jahr | Einwohner |
| ---- | --------- |
| 1734 | 129       |
| 1774 | 141       |
| 1789 | 180       |
| 1798 | 176       |
| 1801 | 182       |
| 1818 | 174       |
| 1840 | 209       |
| 1864 | 361       |

| Jahr | Einwohner |
| ---- | --------- |
| 1871 | 357       |
| 1885 | 374       |
| 1892 | [00]383   |
| 1895 | 378       |
| 1900 | [00]351   |
| 1905 | 348       |
| 1910 | [00]351   |
| 1925 | 398       |

| Jahr | Einwohner |
| ---- | --------- |
| 1936 | [00]366   |
| 1939 | 341       |
| 1946 | 586       |
| 1964 | 408       |
| 1971 | 357       |
| 1981 | 500       |
| 1993 | 469       |
| 2006 | 369       |

| Jahr | Einwohner |
| ---- | --------- |
| 2011 | [00]204   |
| 2012 | [00]204   |
| 2018 | [00]194   |
| 2019 | [00]190   |
| 2020 | [00]195   |
| 2021 | [00]190   |
| 2022 | [0]184    |
| 2023 | [0]185    |

Quelle, wenn nicht angegeben, bis 2006:

## Religion
Die evangelische Kirchengemeinde Gladigau, die früher zur Pfarrei Gladigau bei Meßdorf gehörte, wird heute betreut vom Pfarrbereich Gladigau im Kirchenkreis Stendal im Bischofssprengel Magdeburg der Evangelischen Kirche in Mitteldeutschland.
Die ältesten überlieferten Kirchenbücher für Gladigau stammen aus dem Jahre 1652. Ältere Einträge sind bei Bretsch zu finden.
Die katholischen Christen gehören zur Pfarrei St. Anna in Stendal im Dekanat Stendal im Bistum Magdeburg.

## Politik

### Ortsbürgermeister
Ortsbürgermeister der Ortschaft Gladigau ist Matthias Müller. Er war auch letzte Bürgermeister der Gemeinde Gladigau.

### Ortschaftsrat
Die Ortschaftsratswahl am 26. Mai 2019 ergab das folgende Ergebnis:
- Die CDU errang mit 69,4 Prozent der Stimmen 3 Sitze.
- Der Einzelbewerber Wolfgang Vinzelberg erreichte 30,6 Prozent der Stimmen.

Die Wahlbeteiligung lag bei 61,2 Prozent.

## Kultur und Sehenswürdigkeiten

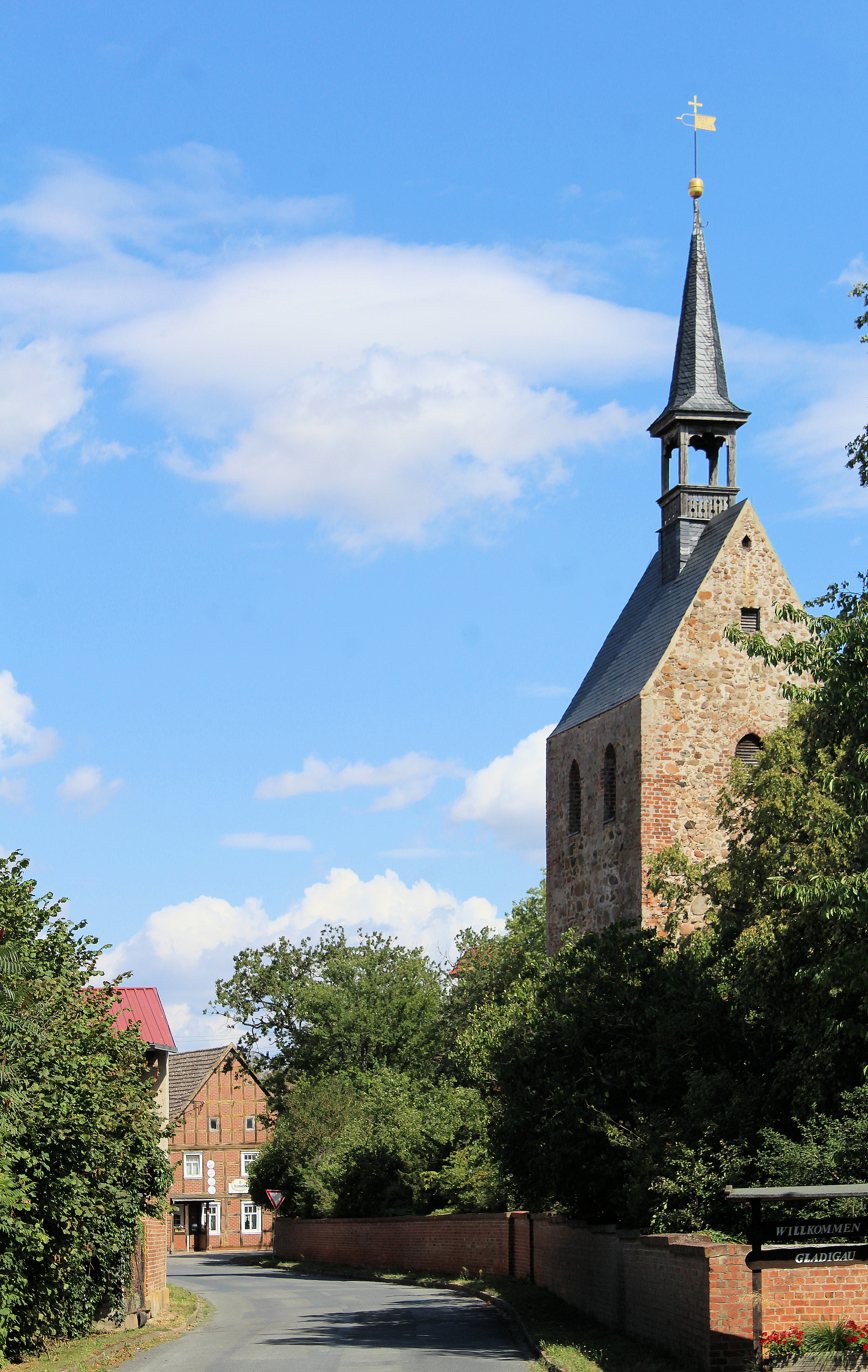
Evangelische Dorfkirche Gladigau

- Die evangelische Dorfkirche Gladigau, ein Feldsteinbau, ist um 1200 erbaut worden. Sie ist dreiteilig. Im Turm hängt eine Bronzeglocke von 1889 und eine Stahlglocke aus dem Jahr 1929.[36]
- Der Ortsfriedhof ist auf dem Kirchhof.
- Sehenswert ist das 1764 errichtete barocke Pfarrhaus mit seinem Pfarrgarten.[37]
- Freiwillige Feuerwehr, Sport- und Schützenverein, das Dorftheater sowie der Gladigauer Posaunen- und Kirchenchor bestimmen das Leben im Ort, zu dem auch das traditionelle Landsportfest und der Weihnachtsmarkt gehören.
- In Gladigau steht ein Denkmal für die Gefallenen des Ersten und Zweiten Weltkrieges, ein abgestufter Feldsteinsockel mit aufgesetztem Granitblock und Namenstafel, umrandet von kleinen Pfeilern mit Ketten.[38]

## Persönlichkeiten
- Ernst Kredel jun. (1893–1985), in Schmersau geborener Jagdpilot des Ersten Weltkriegs und Autor von Luftfahrtsliteratur.